# Стабек (футбольный клуб)
«Стабек» — норвежский футбольный клуб, базирующийся в коммуне Берум, губерния Акерсхус, Норвегия. Был основан 16 марта 1912 года.

## История
Клуб был основан 16 марта 1912 года, и на сегодня базируется в городе Берум, губерния Акерсхус, Норвегия. Клуб также является частью спортивной организации Stabæk IF.
Название клуба исходит от названия пригородной зоны Стабек, в которой он когда-то был основан.
Свой первый титул клуб выиграл в 1998 году, когда футболисты сумели завоевать Кубок Норвегии, выиграв в финале 3-1 у Русенборга.
После неудачного сезона 2004 года, команда покинула высший дивизион чемпионата Норвегии.
В 2005 году главным тренером команды был назначен Ян Йонссон. Под его руководством команде удалось вернуться в высший дивизион, а в 2008 году выиграть Чемпионат Норвегии, а также дойти до финала кубка.
В 2009 году клуб выиграл Superfinalen, в финале обыграв Волеренгу 3-1.
Сезоны 2010 и 2011 годов выдались не очень удачными, команда заняла в них 12-е и 10-е места соответственно, что, правда, спасло команду от вылета из премьер лиги. Но на один сезон-2013 команда всё-таки опустилась в первую лигу.

## Стадион
Все свои домашние матчи клуб играл на стадионе Неддеруд до 2008 года. Затем команда в течение 3-х лет проводила домашние матчи на стадионе Теленор Арена, который имел большую вместимость в 15 000 человек. После трехлетнего перерыва, команда вновь стала проводить свои домашние матчи на стадионе Неддеруд.

## Руководство команды
4 февраля 2010 года президентом клуба был избран Эйнар Шульц.
В феврале 2012 года новым президентом был избран Кьелл Йонсен, однако через год он был заменен на Эспена Мо.

## Интересные факты
- В 2009 году, клуб стал первым в Норвегии, имеющим как мужскую, так и женскую команды в премьер-лиге.
- 14 мая 2012 года защитник клуба Тур Мариус Громстад был найден мертвым на одной из стройплощадок в центре Осло. 22-летний футболист пропал без вести в прошлую субботу, а сегодня было обнаружено тело игрока, информирует официальный сайт клуба. «С грустью мы получили сообщение, что Тур Мариус умер. Искренне соболезнуем его семье. Это очень тяжелый день для всех нас», — сказал генеральный менеджер клуба Хольгейр Ондаль. Сообщается также, что речь идет о несчастном случае — криминала в смерти Громстада полиция не обнаружила.

## Главные тренеры
- Ларс Тьернас, (1993—1995)
- Ханс Бакке, (1996—1997)
- Андерс Линдерот, (1998—2001)
- Гатэ Ларсен, (2001—2004)
- Ян Андерс Йонссон, (2005—2010)
- Йорген Леннартссон, (2011)[2][3]
- Петтер Белсвик, (2005—2013)[4][5]
- Боб Брэдли, (2014—2015)[6]
- Билли Маккинли, (2015—2016)
- Тони Ординас, (2016—2018)
- Хеннинг Берг (2018—2019)
- Ян Йонссон (2019—н. в.

## Достижения
- Премьер-лига Норвегии:
  - Чемпион Норвегии (1): 2008
  - Серебряный призёр (1): 2007
  - Бронзовый призёр (3): 1998, 2003, 2009
- Кубок Норвегии:
  - Обладатель (1): 1998
  - Финалист (1): 2008
- Superfinalen:
  - Обладатель (1): 2009